# Dolichopus signifer
Dolichopus signifer är en tvåvingeart som beskrevs av Alexander Henry Haliday 1838. Dolichopus signifer ingår i släktet Dolichopus och familjen styltflugor. Arten är reproducerande i Sverige. Inga underarter finns listade i Catalogue of Life.